# Palais Benso di Cavour
Le palais Benso di Cavour à Turin est un exemple du baroque piémontais.

## Description
L'édifice, construit en 1729 par Gian Giacomo Plantery, se trouve au croisement des rues Lagrange et Cavour, dans le centre de Turin. Le palais se développe autour de deux cours et présente un hall décoré de stucs raffinés. L'escalier est enrichi d'une voûte peinte au XIXe siècle. Le piano nobile est doté de deux salons décorés majoritairement de stucs néobaroques. D'autres salles finement décorées suivent le projet de Benedetto Alfieri entre 1757 et 1758.
En 1754, le palais est agrandi suivant le projet de Giuseppe Bovis afin de créer des appartements destinés à la location
Camillo Cavour a vécu une grande partie de son existence dans le palais, y est né le 10 août 1810 et y est mort le 6 juin 1861, et y a fondé le journal Il Risorgimento.
Restauré par la région Piémont pour en faire un lieu d'exposition, le palais abrite principalement des appartements et des bureaux.